# Înc-o zi, înc-o poveste
Înc-o zi, înc-o poveste este al doilea material discografic al trupei B.U.G. Mafia, dar și primul și singurul Extended play(E.P.) al trupei lansat la data de 8 iunie 1996, la casa de discuri Cat Music / Media Services. 
Înc-o Zi, Înc-o Poveste, aduce mai multă melodie scoasă bine în evidență și de prezența vocii feminine a Iulianei “July” Petrache pe piesa “Pantelimonu’ Petrece”. Aceeași piesă, devenită hit, este respinsă de către post tv Tele7ABC ca propunere în vederea realizării unui videoclip. Prin topurile câtorva radiouri din țară au mai stat puțin “Înc-o Zi, Înc-o Poveste” și “Viața De Borfaș”. Încep concertele în afara Bucureștiului, primul fiind în Bacău. Iar vânzările urcă, ajungând la bilanțul final, adică la retragerea de pe piață, cu o cifră de peste 22.000 de exemplare.
Membrii trupei în acea vreme erau: Klax 187 (Caddillac), Mr. Juice (Tataee) și Uzzi.

## Ordinea pieselor[4]
| Fața A |                                     |              |         |  |
| Nr.    | Titlu                               | Autor(i)     | Lungime |  |
| 1.     | „Intro”                             | B.U.G. Mafia | 0:44    |  |
| 2.     | „Înc-o zi, înc-o poveste”           | B.U.G. Mafia | 6:18    |  |
| 3.     | „Marijuana” (Feat. Marijuana)       | B.U.G. Mafia | 1:56    |  |
| 4.     | „Pantelimonu' petrece” (Feat. July) | B.U.G. Mafia | 4:23    |  |
| 5.     | „Ruxy”                              | B.U.G. Mafia | 2:25    |  |

| Fața B          |                           |                 |         |  |
| Nr.             | Titlu                     | Autor(i)        | Lungime |  |
| 6.              | „Psihopatu' (Remix)”      | B.U.G. Mafia    | 3:54    |  |
| 7.              | „Interviu cu un criminal” | B.U.G. Mafia    | 0:25    |  |
| 8.              | „Viață de borfaș (Remix)” | B.U.G. Mafia    | 4:34    |  |
| 9.              | „De la noi pentru voi”    | B.U.G. Mafia    | 0:36    |  |
| 10.             | „Moarte pentru moarte”    | B.U.G. Mafia    | 3:55    |  |
| Lungime totală: | Lungime totală:           | Lungime totală: | 29:10   |  |